# Центральный контргамбит
Центральный контргамбит — шахматный дебют, начинающийся ходами: 
 1. e2-e4 e7-e5 
 2. Kg1-f3 d7-d5.
Относится к открытым началам. Малоисследованный дебют, редко встречающийся в гроссмейстерских турнирах. В XX веке центральный контргамбит входил в дебютный репертуар гроссмейстера А.Лутикова.

## Идеи дебюта
Ходом 2. …d7-d5 чёрные контратакуют белую пешку, одновременно раскрывая линии ферзя и обоих слонов, что позволяет в дальнейшем быстро подключить их к игре.
Многие теоретики критично относятся ко второму ходу чёрных, считая его недостаточным средством для уравнения игры, вследствие чего белые получают лучшую позицию. Другие исследователи шахмат (Д. И. Бронштейн, например), напротив, расценивают данный дебют позитивно, так как он ведёт к обоюдоострой игре, в ходе которой могут возникнуть нестандартные позиции, незнакомые менее опытному сопернику, что даёт чёрным неплохие шансы на успех.

## Название дебюта
В ряде иностранных языков за данным началом закрепилось название «Гамбит слона» (англ. Elephant Gambit, фр. Gambit éléphant, пол. Gambit słonia и т. д.), причём дебют назван не в честь шахматной фигуры, а в честь одноимённого животного. Альтернативное название — «Контратака Энглунда». В русскоязычной литературе встречаются различные подходы к наименованию дебюта. Так, в недавнем прошлом дебют зачастую рассматривался без наименования как неправильная защита против дебюта королевского коня. В других, в том числе современных источниках используются следующие названия: «Центральный контргамбит», «Контратака 2. …d5», «Гамбит чёрной ферзевой пешки», «Гамбит элефанта».

## Варианты
- 3. e4:d5 Сf8-d6 — Гамбит Мароци[9]

## Примерная партия
NN — Бронштейн, 1954
1. e2-e4 e7-e5 2. Kg1-f3 d7-d5 3. Kf3-e5 d5:e4 4. Cf1-c4 Фd8-g5 5. Cc4:f7+ Kpe8-e7 6. Фd1-h5 Фg5:g2 7. Cf7:g8 Фg2:h1+ 8. Kpe1:e2 Лh8:g8 9. Фh5-f7+ Kрe7-d6 10. Фf7xg8 Kpd6:e5 11. Фg8:f8 Cc8-g4+ 12. Kpe2-e3 Фh1-e1х 0-1